# Boloria sipora
Boloria sipora är en fjärilsart som beskrevs av Moore 1874. Boloria sipora ingår i släktet Boloria och familjen praktfjärilar. Inga underarter finns listade i Catalogue of Life.